# 蒂西
蒂西（義大利語：Tissi），是意大利撒丁大区萨萨里省的一个市镇。总面积10.35平方公里，人口2287人，人口密度221.0人/平方公里（2009年）。ISTAT代码为090072。